# Zdravko Lipovšek
Zdravko Lipovšek, slovenski hokejist na travi, * 1951, Trojane, † 27. september 2010.
Bil je eden izmed najboljših vratarjev hokeja na travi v Sloveniji. Je eden izmed najzaslužnejših za razvoj hokeja na travi v Ljubljani v osemdesetih in začetku devedesetih let dvajsetega stoletja. Je tudi dobitnik bronaste plakete ZHNTS, ki jo je prejel ob praznovanju petdesetletnice hokeja na travi v Sloveniji leta 2001.

## Igralska kariera
V mladosti je bil nogometni vratar in ob ustanovitvi HK Svoboda Ljubljana leta 1982 je nogometne čevlje zamenjal za hokejsko palico. Kmalu je postal eden izmed ključnih igralcev v klubu in s svojimi obrambami veliko pripomogel k uspehom kluba v osemdesetih letih dvajsetega stoletja. V tem obdobju se za večje uspehe šteje drugo mesto v 2. zvezni ligi (zahod) leta 1985, zmaga na slovenskem dvoranskem prvenstvu leta 1987 in osvojitev slovenskega pokala leta 1989. Poleg tega je bil s klubom uspešen tudi na mnogih mednarodnih prijateljskih turnirjih.
Nepozabna bo ostala njegova obramba kazenskega strela v zadnjih minutah tekme med HK Svoboda in HK Lipovci, ki je v sezoni 1991/1992, odločala o nasovu prvaka na prvem državnem prvenstvu v samostojni Sloveniji. Tekma se je končala z 1:0 za HK Svoboda, ki je tako postal prvi državni prvak v hokeju na travi v Sloveniji. Zelo uspešen je bil tudi na državnih dvoranskih prvenstvih in slavil naslov prvaka v letih 1992, 1993 in 1994. Na dvoranskem prvenstvu leta 1996, se je nato tudi poslovil od aktivnega igranja.
Bil je tudi standardni član republiške reprezentance Slovenije, ki je v osemdesetih letih dvajsetega stoletja nastopala na turnirjih  bratstva in enotnosti v okviru bivše države. Po osamosvojitvi Slovenije je leta 1992 v Zagrebu nastopil na prvi tekmi državne reprezentance Slovenije, na povratni tekmi v Bratoncih pa je prejel uradno zahvalo ZHNTS za uspešno igranje v reprezentanci.

## Trenerska kariera
Leta 1993 je bil na 1. Panonskem pokalu pomočnik selektorja Štefana Škerlaka in hkrati tudi trener vratarjev v članski reprezentanci Slovenije. Po končani igralski karieri je leta 1997 prevzel vodenje članske ekipe UHK Svoboda, vendar je trenersko pot sklenil že po eni sezoni.

## Ostalo
Po tem ko je zapustil hokej na travi, se je začel ukvarjati s petanko in leta 2002 postal državni podprvak v igri trojk.